# Mesonemoura sbordonii
Mesonemoura sbordonii är en bäcksländeart som beskrevs av Fochetti och Sezzi 2000. Mesonemoura sbordonii ingår i släktet Mesonemoura och familjen kryssbäcksländor. Inga underarter finns listade i Catalogue of Life.